# Cellokonzert (Williams)
Das Konzert für Violoncello und Orchester ist ein Cellokonzert des US-amerikanischen Komponisten John Williams. Die Uraufführung fand 1994 statt.

## Entstehung
Williams begann mit der Komposition seines Cellokonzerts Ende 1993.
Durch eine langjährige Freundschaft mit dem amerikanischen Cellisten Yo-Yo Ma, die sich in gemeinsamen Aufführungen der bekannten Cellokonzerte von Elgar, Dvorak und Haydn widerspiegelte, war Yo-Yo Ma auch als Solist für die Uraufführung des Konzerts bestimmt, wegen seiner (laut Williams) großen Bandbreite an technischen Fähigkeiten und Ausdrucksstärke. Die Uraufführung fand am 7. Juli 1994 in Tanglewood, dem Sommerdomizil des Boston Symphony Orchestra, unter dem Dirigat des Komponisten anlässlich eines  Gala-Konzertes zur Eröffnung der Seiji Ozawa Hall statt.
In den folgenden Jahren wurde das Konzert mehrfach überarbeitet. Die Aufführungsdauer des Konzerts beträgt ungefähr 30 Minuten.

## Beschreibung

### Besetzung
Solo Cello in Begleitung von Streichern und Piccoloflöte, 2 Flöten, 2 Oboen, Englischhorn, 3 Klarinetten (statt 3. Klarinette auch Bassklarinette), 2 Fagotte, Kontrafagott, 4 Hörner, 3 Trompeten, 4 Posaunen, Timpani, Perkussion (Große Trommel, Glockenspiel, Marimba, Mark Tree, Triangel, Becken, Tam-Tam, gestimmte Trommeln, Vibraphon), Harfe, Celesta.

### Aufbau
Das Konzert besteht aus vier Sätzen:
1. Thema & Cadenza
2. Blues
3. Scherzo
4. Song

#### Thema & Cadenza
Nach der Eröffnung durch die Blechbläser übernimmt das Cello sofort die Führung. Während sich das Thema entwickelt, mündet es in eine Kadenz. Das Thema ist „sowohl nachdenklich als auch virtuos“.

#### Blues
Eine Inspiration zum zweiten Satz, den Williams mit Blues betitelte, waren für den Komponisten die Jazzmusiker Duke Ellington und Billy Strayhorn, denen er sich laut eigener Angabe geistig verbunden gefühlt habe. In den Stimmen von Klavier und Schlagwerk finden sich Cluster, die dem Cello die Möglichkeit bieten, seine „nebligen Quasi-Improvisationen“ auszuführen.

#### Scherzo
Das Scherzo zeichnet sich durch Schnelligkeit, Geschicklichkeit und Fingerspitzengefühl aus. Die Kommunikation zwischen Cello und Orchester wird von Zeit zu Zeit durch eine Reihe von Fermaten unterbrochen. Es kommt zu einer kurzen Tutti-Passage, bei der es den Anschein hat, als könne sich das Orchester durchsetzen, doch das Cello „überflügelt es und hat den längeren Atem“.

#### Song
Über den vierten und letzten Satz schreibt John Williams:
„Als ich über das Finale des Konzerts nachdachte, war mir immer bewusst, dass die Fähigkeit von Yo-Yo, sich persönlich und sogar privat mit jedem Einzelnen in seinem Publikum zu „verbinden“, eine der größten seiner Fähigkeiten ist. Deshalb habe ich in „Song“, dem Finale des Konzerts, versucht, lange lyrische Linien zu schaffen, die dem Cello die Möglichkeit geben, das Publikum in einer klaren und direkten Art und Weise anzusprechen.“

## Aufnahmen
- Yo-Yo Ma Plays The Music of John Williams, Yo-Yo Ma (Cello), Los Angeles Philharmonic Orchestra (2001)
- Williams: Cello Concerto, Robert DeMaine (Cello), Detroit Symphony Orchestra (2015)